# Ulises de la Cruz
Ulises Hernán de la Cruz Bernardo (Piquiucho, 8 febbraio 1974) è un politico ed ex calciatore ecuadoriano, di ruolo terzino destro.

## Biografia
Suo figlio Daniel è un calciatore professionista.

## Carriera

### Club
Inizia la sua carriera calcistica nel Sociedad Deportivo Quito, per la quale inizia a giocare a 16 anni nella divisione giovanile. Otto anni più tardi debutta in prima serie e dopo tre stagioni il 18 giugno 2001 si trasferisce in Scozia, all'Hibernian. Qui trascorre solo una stagione: l'anno dopo si trasferisce all'Aston Villa. Nel corso della sua prima stagione con i Villans fu poco impiegato, ma nelle due stagioni seguenti scese in campo con regolarità maggiore.
Nella terza stagione all'Aston Villa fu nuovamente relegato ai margini della squadra ed ebbe per questo contrasti con la società. Così alla fine di agosto 2006 si trasferì al Reading, che lo rilevò a parametro zero. La sua prima stagione con il Reading fu positiva sotto il profilo personale e di squadra e il club gli offrì il rinnovo del contratto per due anni. Al termine della stagione 2007-2008, chiusasi con la retrocessione del Reading, il suo contratto è scaduto il 30 giugno 2008. Nel marzo 2009 firma per il Birmingham City.

### Nazionale
Con la nazionale ecuadoriana ha giocato il campionato del mondo 2002 e il campionato del mondo 2006.

## Palmarès

### Club

#### Competizioni nazionali
- Campionati ecuadoriani: 3

Barcelona SC: 1995
LDU Quito: 1998, 1999

#### Competizioni internazionali
- Copa Oro: 1

Cruzeiro: 1995
- Supercopa Masters: 1

Cruzeiro: 1995
- Recopa Sudamericana: 2

LDU Quito: 2009, 2010
- Copa Sudamericana: 1

LDU Quito: 2009